# Бьяджи, Родольфо
Родольфо Бьяджи (итал. Rodolfo Biagi; 14 марта 1906, Буэнос-Айрес — 24 сентября 1969) — аргентинский пианист.
Начал учиться игре на скрипке в музыкальной школе при газете La Prensa, но быстро обнаружил, что его больше привлекает фортепиано. С тринадцати лет втайне от родителей играл в кинотеатрах, сопровождая музыкой немые фильмы. В возрасте пятнадцати лет его услышал пришедший в кино Хуан Мальо, пригласивший юного музыканта присоединиться к своему оркестру, и с этого началась карьера Бьяджи на эстраде. В 1930 году он впервые принял участие в аудиозаписи, сопровождая вместе с небольшим инструментальным ансамблем пять песен Карлоса Гарделя, в виде эксперимента пожелавшего добавить к гитарному аккомпанименту фортепиано и скрипку. Затем выступал с оркестрами Хуана Баутисты Гвидо и Хуана Канаро, в составе второго из них гастролировал в Бразилии.
Новую страницу в творческой биографии Бьяджи открыло приглашение в оркестр Хуана д’Арьенцо, в составе которого пианист выступал в 1935—1938 гг. С этим коллективом Бьяджи выступал в буэнос-айресских кабаре и по радио, участвовал в серии гастрольных поездок, а также записал саунд-трек к кинофильму «Буэнос-Айресские мелодии» (1937). Считается, что нервная и ритмичная игра Бьяджи внесла определённый вклад в становление стиля д’Арьенцо, а годы, проведённый в этом коллективе, окончательно сформировали индивидуальную манеру пианиста: как отмечал исследователь истории танго Орасио Салас, «Бьяджи навязывал с клавиатуры характерный стиль: рубленый, более быстрый, чем у остальных оркестров, монотонный и музыкально элементарный, но очень танцевальный, так что даже те, кто едва знал азы, могли заниматься танцами. <…> Это был стиль, неподходящий для слушателя, но вызывающий огромный отклик у танцоров».
В 1938 году Бьяджи сформировал собственный оркестр. В качестве солистов с ним выступали певцы Теофило Ибаньес, Андрес Фальгас и, наиболее успешно, Хорхе Ортис (с 1940 года) и Уго Дюваль. Оркестр Бьяджи успешно выступал на радио, где пианист получил прозвище «Руки-ведьмы» (исп. Manos Brujas) — по одноимённому фокстроту Хосе Марии Агилара, которым он всегда открывал концертную программу. В 1950-е гг. начались и выступления оркестра Бьяджи на аргентинском телевидении. В 1942 году оркестр гастролировал в Чили.
Композиторское наследие Бьяджи ограничивается дюжиной пьес, однако они пользовались значительной популярностью.